# Bill Shankly
William "Bill" Shankly OBE (2. september 1913 – 29. september 1981) var en skotsk fodboldspiller og -træner. Han er mest kendt for sin tid som fodboldtræner, men han var også en glimrende fodboldspiller. Hans aktive karriere som fodboldspiller blev dog ødelagt af 2. verdenskrig. Alt i alt nåede Shankly at spille næsten 300 kampe for Preston North End samt nogle enkelte kampe for det skotske landshold.
Shankly er mest kendt som manager. Her nåede han blandt andet at stå i spidsen for Carlisle, Grimsby, Workington og Huddersfield. Han er dog mest kendt for sin tid som manager for Liverpool F.C. Her nåede han at blive en af de mest succesfulde trænere igennem tiderne i både Liverpools og engelsk fodbolds historie. I 2004 blev han hædret med optagelse i Scottish Football Hall of Fame.

## Barndom
Bill Shankly er opvokset i lille by ved navn Glenbuck i en region ved navn East Ayrshire. Her voksede han op sammen med sine fem brødre, som alle senere blev professionelle fodboldspillere. Bill var den yngste af de fem brødre. Bills far arbejde til dagligt i byens miner, og familien var generelt meget fattige. Fodbold var den eneste måde, hvorpå Bill og hans andre brødre kunne distancere sig fra hverdagens problemer.

## Aktive fodboldkarriere
Bill Shankly startede sin aktive fodboldkarriere i Cronberry Eglinton og Glenbuck Cherrypickers. Her spillede han en masse kampe i diverse skotske ungdomsrækker. Hans professionelle fodboldkarriere startede for alvor i 1932, hvor en scout fra Carlisle United opdagede hvilket talent den unge Shankly besad. Han skrev herefter kontrakt med klubben. Bill Shankly og Carlisles samarbejde blev dog en kort fornøjelse, da Bill Shankly efter blot 16 kampe blev solgt til Preston North End. Købsprisen skulle angiveligt blot have været £500. I Preston begyndte Shanklys karriere for alvor at tage form. Han spillede en masse førsteholdskampe, og i 1938 fik han ligeledes sin debut for Skotlands landshold. I hans debut vandt skotterne 1-0 over England. Han spillede yderligere fire kampe for det skotske landshold det følgende år, og Shankly var generelt ved at nærme sig sin fodboldkarrieres højdepunkt, men så udbrød 2. verdenskrig. Shankly deltog ikke selv i krigen, men i stedet prøvede han at blive ved med at spille fodbold. I krigsårene var Shankly blandt andet med til at vinde Wartime Cup med Preston. Wartime Cup var en fodboldturnering der blev spillet i krigsårene, og finalen blev spillet på selveste Wembley Stadium. Bill Shankly spillede også for andre klubber end Preston i krigsårene. Her kan blandt andet nævnes: Northampton, Arsenal, Cardiff City, Bolton Wanderers, Luton Town og ikke mindst Liverpool F.C. Efter krigens afslutning forsatte Bill Shankly sin karriere i Preston, men på dette tidspunkt var han blevet 33 år gammel og hans karriere var ved at være færdig. 2. verdenskrig havde desværre taget en masse gode år fra Bill Shanklys karriere. Blandt Bill Shanklys højdepunkter i hans aktive karriere kan blandt andet nævnes, at han to gange var med til at spille sig i FA Cup-finalen. Her tabte Preston i 1937, men vandt året efter.

## Manager-karriere

### Carlisle United
Efter Bill Shankly stoppede sin aktive fodboldkarriere i marts 1949 skulle han finde sig et nyt job. Han skulle imidlertid ikke lede særlig langt tid efter et andet arbejde, da han blot en måned efter han stoppede sin aktive karriere blev tilbudt manager-posten i Carlisle United. I denne klub havde Shankly ligeledes startet sin aktive fodboldkarriere. Carlisle United lå i bunden af den engelske tredje division, da Shankly overtog holdet. Da Shankly forlod holdet i 1951 lå holdet i toppen af den engelske tredje division. Shankly forlod holdet, da han ikke mente at de økonomiske rammer i klubben var tilstrækkelige.

### Grimsby Town
Efter opholdet i Carlisle United prøvede Shankly at finde et nyt manager job. Her kan det blandt andet nævnes, at han var til jobsamtale i Liverpool F.C., men han fik dog ikke jobbet. Liverpool F.C. var faktisk interesseret i Shankly, men Shankly takkede nej, da han ikke kunne få den suverænitet, som han ønskede. I stedet blev han i 1951 ansat i Grimsby Town. Grimsby Town var lige rykket ned i den tredje bedste engelske række. Moralen i klubben var ikke særlig høj, da klubben i løbet af bare fire sæsoner var rykket ned hele to gange. Dette fik Shankly dog lavet om på. Han fik banket selvtilliden tilbage i spillerne, og derforuden skabte han et godt forhold til klubbenes fans. I Shanklys første sæson i klubben 1951-1952 var klubben lige ved at rykke op, men det lykkes i sidste ende ikke at rykke op. De efterfølgende sæsoner var præget af, at Shankly ikke havde fået særlig mange penge at arbejde med til fx indkøb af spillere. Dette førte til, at Shankly i januar 1954 sagde op, da han ikke mente at bestyrelsen i Grimsby Town var ambitiøse nok, da de ikke investerede nok penge i klubben.

### Workington
Efter opholdet i Grimsby Town tog Shankly til Workington A.F.C.. Workington spillede i den engelske tredje division, og da Shankly ankom lå de i bunden af denne division. Shankly var blot i klubben i en sæson, men her nåede han dog at skabe nogle tilfredsstillende resultater. Workington sluttede nemlig som nummer 8 i den tredje bedste engelske række i sæsonen 1954-1955, hvilket var meget tilfredsstillende, da det betød at Workington sluttede højere ii tabellen end deres rivaler fra Carlisle United (Shanklys tidligere hold). 8. pladsen i den tredje bedste engelske række var tilmed den bedste placering nogensinde for Wirkington på det tidspunkt.

### Huddersfield Town
Shankly startede i Huddersfield Town F.C. i 1955, men dette var dog kun som assistent for succestræneren Andy Beattie. Han havde dog tilbudt at trække sig fra posten, efter at Huddersfield Town F.C. var rykket ned fra den bedste engelske række. Shankly overtog dermed posten som manager i november 1956. Shankly havde ikke meget succes i Huddersfield Town F.C., og formåede ikke på ny at rykke op i den bedste engelske række.

### Liverpool
I 1959 var Liverpool F.C. på udkig efter en ny manager, og den daværende formand i klubben, T.V. Williams, ønskede at hente Shankly til klubben. Her kan det blandt andet nævnes, at Shankly tilbage i 1951 var til jobsamtale i Liverpool F.C.. Her havde Shankly vist engagement og entusiasme, og dette var disse egenskaber som T.V. Williams ønskede at den nye manager besad. Liverpool F.C. ønskede, som tideligere nævnt, ligeledes at ansætte ham tilbage i 1951, men da Shankly ønskede mere suverænitet, valgte han at takke nej. I 1959 var Liverpool F.C. parat til at give Shankly mere suverænitet, og derfor valgte Shankly at tage imod jobbet. 

Da Shankly overtog Liverpool F.C. i 1959 så det sort ud for klubben. Liverpool F.C. befandt sig i den næstbedste engelske række. De havde et faldefærdigt stadion, dårlige træningsfaciliteter og ikke mindst en dårlig spillertrup. Shankly fyrede derfor 24 af spillerne i Liverpool F.C., og derforuden byggede han et nyt rum på Anfield, som fik navnet støvlerummet. Støvlerummet rummede, som navnet indikerer, spillernes fodboldstøvler, men rummet rummede også en anden vigtig ting. Det var nemlig her, at Shankly og de andre Liverpool F.C. trænere sad og diskuterede fodboldtaktik mm. Da Shankly ankom til Anfield bestod trænerstaben primært af Joe Fagan, Reuben Bennett and Bob Paisley, og det var dermed disse tre personer som primært sad i støvlerummet og diskuterede taktik med Shankly. Efter at Shankly forlod Liverpool F.C. i 1974 blev støvlerummet bevaret, og der kom hele tiden nye medlemmer.

## Shankly og pressen
Bill Shankly var en fremragende og ikke mindst intelligent retoriker, som er kendt for en masse skarpe, filosofiske og ikke mindst humoristiske kommentarer og citater. I sin tid i Liverpool F.C. håndterede Shankly selv pressen, hvilket ikke var normalt for en manager på daværende tid. Ikke desto mindre viste Shankly, da han var manager for Liverpool F.C., at han besad evnerne til at håndtere pressen, og det tilmed på fremragende vis. Shankly har bidraget med mange kendte fodboldcitater. Han beskrev blandt andet sin kærlighed/forhold til fodbold med disse ord:
| Citat | Mange regner fodbold for at dreje sig om liv eller død. Denne indstilling skuffer mig meget. Jeg kan forsikre jer om, at det er meget vigtigere end det! | Citat |
|       | |       |

Shankly er desuden kendt for sine kæphøje og drilske kommentarer rettet mod Liverpool F.C.'s rivaliserende klubber, især rettet mod fodboldklubben Everton F.C..